# Sindar

Esquema básico racial de los elfos de J. R. R. Tolkien.

Los sindar (en singular, sinda) son, en la literatura de J. R. R. Tolkien, una subrama dentro de los elfos teleri. El término proviene del quenya y significa «grises» en referencia al nombre coloquial que recibía esta raza por parte de los noldor.
Los elfos sindar, como era común a todos los teleri, eran excelentes navegantes, músicos y algo más sociables que otras razas élficas, como los noldor o los vanyar. También era mayor su habilidad para los idiomas.
La lengua materna y más común para los sindar es el sindarin. Esta llegaría a convertirse en la herramienta lingüística más común entre todos los elfos y relegaría al quenya (lengua de los noldor) a una posición de «lengua culta».
Su aspecto físico presentaba complexión delgada, altos (en torno a 180 cm los varones), de cabellos rubios y ojos grises.
Sabemos menos sobre su organización política que sobre los noldor, pero no estaban tan fragmentados en familias, sino agrupados en torno a una monarquía central cuyo máximo exponente fue el rey Thingol.
Sus inclinaciones religiosas, además de decantarse por Varda como todos los elfos, daban gran importancia al vala Ulmo debido a su fuerte amor por el mar.

## Origen de los elfos
En la obra de Tolkien, los elfos son los primeros seres inteligentes y hablantes (los elfos se llamaban a sí mismos Quendi, que significa "los hablantes/parlantes") de la Creación. Su primera organización social conocida consistía en tres grandes grupos o tribus de estructura patriarcal: los Vanyar, los Noldor y los Teleri. Estas tres casas, dirigidas por sus líderes (Ingwë, Finwë, y los hermanos Elwë y Olwë respectivamente) iniciaron una gran peregrinación, guiados por los valar (semidioses de la mitología de Tolkien), hacia el oeste para alcanzar el continente de Aman. Todos ellos acabaron dicho viaje salvo una gran parte de los Teleri. Al inicio los Teleri se dividieron, dando lugar a los elfos Nandor (o silvanos), que nunca llegaron a Beleriand (aunque una parte de ellos sí lo hizo posteriormente dando origen a los elfos verdes), y a los Sindar que sí llegaron a Beleriand y que permanecieron en el continente original (la Tierra Media) junto con su líder Elwë.

### Separación de los Teleri
Elwë, también conocido como Elu Thingol, era uno de los dos líderes de los Teleri, e inició con su pueblo la marcha hacia el oeste. Antes de atravesar el océanos, Elwë se vio retenido por un encantamiento de la maia Melian, y permaneció en tierra. Una parte de los Teleri, incapaces de abandonar a su rey sin saber de su suerte, decidieron permanecer en la Tierra Media. Estos son los llamados Sindar.

## Los Sindar en la Primera Edad

### El reino de Doriath
Muchos años después de la desaparición de Elwë, el encantamiento de Melian se rompió y este volvió a recuperar la conciencia. Regresó junto a sus súbditos junto con la maia, de la que había quedado enamorado, y dio comienzo el reinado del Rey Thingol con esta sabia consejera como reina.
Establecido en el vasto bosque de Doriath, con capital en la ciudad de Menegroth, y protegido por un encantamiento conocido como la cintura de Melian que protegía al reino del exterior, el reinado de Thingol fue muy largo y próspero. Tuvo dos reyes, el propio Elwë-Thingol y posteriormente su nieto, Dior.

### Los elfos de las Falas
Una parte de los Sindar se quedó a vivir junto al mar que tanto amaban. Lo hicieron bajo el liderazgo de Círdan el carpintero de barcos. Estos elfos se establecieron en una zona denominadas las Falas, al oeste-suroeste de Doriath, entre las desembocaduras de los ríos Brithon y Nenning. Estos elfos tradicionalmente permanecieron más al margen de los movimiento bélicos o políticos de Beleriand.

### La primera batalla de Beleriand
Los Sindar son los grandes protagonistas de la primera batalla de las Guerras de Beleriand. Aún no habían llegado los Noldor exiliados a la Tierra Media, de modo que el reino de Doriath era la fuerza libre y civilizada más fuerte del continente. Morgoth, el vala renegado, atacó desde sus posiciones en el norte de Beleriand, rodeando Doriath por el este y el oeste, y aislando el reino de los Elfos de las Falas.
Para vencer a Morgoth en esta batalla, Thingol se valió de la ayuda de los llamados elfos verdes de Ossiriand. Así, en la ribera del río Gelion ambas razas élficas pusieron en fuga a los orcos de Morgoth. A última hora se sumaron a la cacería los Enanos, que eran vecinos relativamente recientes del continente.

### Llegada de los Noldor
Tras la primera batalla, llegaron los primeros Noldor a Beleriand, con los que tras un primer contacto Thingol se enemistó debido a la matanza de elfos Teleri (sus parientes) que los Noldor habían protagonizado antes de embarcarse en Aman. El recelo hacia los Noldor sería la tónica corriente en el reinado de Thingol, especialmente hacia los hijos de Fëanor, instigador de la masacre.

### Muerte de Thingol
Como tantas cosas en la Primera Edad, la culpa de la ruina de Beleriand fue de los Silmarils. Gracias a Beren Erchamion de los hombres, que amaba a su hija Lúthien, Thingol se hizo con una de estas preciosas joyas. La codicia que estas piedras preciosas despertaban provocaron una de las mayores tragedias entre elfos y enanos: el asesinato de Thingol en sus propias estancias, la huida de los Enanos, su persecución y, finalmente, la invasión de Doriath por un ejército de enanos armados con hachas.
Dicho ejército invasor, al volver a sus montañas cargados con las riquezas de Doriath y con el Silmaril, fue atacado y exterminado por un grupo de elfos verdes liderados por Beren. Las riquezas se perdieron para siempre pero el Silmaril volvió de nuevo a manos de Beren.

### Breve reinado de Dior y fin del Reino de Doriath
Dior, hijo de Beren y Lúthien, nieto de Elwë-Thingol, era el heredero del trono de Doriath. Tomó el Silmaril y partió hacia Menegroth para ocupar su lugar como rey de los Sindar. Este decidió lucir con orgullo el Silmaril, lo que provocó que el reino de Doriath fuera atacado por los hijos de Fëanor, de los Noldor, y destruido para siempre.

### Fin de la Primera Edad
La intervención más destacada de los Sindar en lo que resta de Primera Edad es la gran labor logística que realizaron gracias a sus barcos cuando Morgoth invadió prácticamente la totalidad de la Tierra Media. Numerosos refugiados llegaron en barcos sindar hasta la Isla de Balar, en la que Círdan el carpintero de barcos se había establecido tras el avance del Enemigo.
Fue desde la isla de Balar y gracias a las habilidades marítimas de los Sindar, que Eärendil, medio elfo, logró llegar a Aman y suplicar ante los valar por la Tierra Media, consiguiendo su piedad y desencadenándose la Guerra de la Cólera, que terminó con el dominio de Morgoth.

## Los Sindar en la Tercera Edad
La presencia de elfos en la Tierra Media quedó muy menguada con el avance de los tiempos, no obstante en la Tercera Edad sobrevivían dos grupos destacables de Sindar:

### Familia Real del Bosque Negro
El Bosque Negro era hogar de Elfos Silvanos, pero sus reyes eran Sindar. Podemos destacar al rey Thranduil (aparece en El hobbit) y a su hijo Legolas (aparece en El Señor de los Anillos).

### Los Puertos Grises
Los antiguos elfos de las Falas liderados por Círdan sobrevivieron como grupo durante las tres edades. Al término de la tercera edad, Círdan y sus Sindar habitaban en los llamados Puertos Grises, puerta de embarque hacia Aman durante la Tercera Edad y, principalmente, al término de esta.